# Chrissy Schulz
Chrissy Schulz (* 17. September 1972 in Soltau, Niedersachsen; bürgerlich: Christiane Schulz) ist eine deutsche Schauspielerin.

## Leben
Chrissy Schulz, die damals in der Nähe von Baden-Baden lebte, bewarb sich als Dreizehnjährige beim Südwestfunk als Statistin und wurde daraufhin zu einem Casting eingeladen. An ihrem vierzehnten Geburtstag begann sie mit den Dreharbeiten für die Hauptrolle der Fabrikantentochter Janine Voss in der SWF-Fernsehserie Fest im Sattel. Die Familienserie über einen Reiterhof lief von 1988 bis 1993 im ARD-Vorabendprogramm. 1993 folgte eine durchgehende Rolle in der Vorabendserie Happy Holiday. Anschließend nahm sie Schauspielunterricht an der Schauspielschule Charlottenburg. In der RTL-Serie Und tschüss! spielte sie ab 1995 an der Seite von Benno Fürmann. Ihr erster Kinofilm erschien 1996: Abbuzze! Der Badesalz-Film. Nach einigen weiteren Film- und Fernsehprojekten, darunter die Titelrolle in Thomas Freundners Fernsehfilm Traumfrau mit Nebenwirkungen, kam sie im Jahr 2001 zum Tatort und spielte dort bis 2008 in den Produktionen des hr die Rolle der Kriminalassistentin Ina Springstub.
Chrissy Schulz hat neben ihrer Karriere in Kino und Fernsehen auch einige Auftritte in diversen Theaterinszenierungen gehabt. So spielte sie in Das Roy Black Musical die Rolle der Frau Black. Als eine von wenigen Schauspielerinnen beherrscht sie die Deutsche Gebärdensprache. Sie lebt in Berlin.

## Filmografie
- 1988–1993: Fest im Sattel
- 1992: Happy Holiday
- 1995: Und tschüss!
- 1995: Gegen den Wind
- 1996: Abbuzze! Der Badesalz-Film
- 1996: Die Flughafen-Klinik
- 1997: First Love – Die große Liebe
- 1997: Medicopter 117 – Jedes Leben zählt
- 1997: Und tschüss! Ballermann ole
- 1997: Rosamunde Pilcher: Zwei Schwestern
- 1999: S.O.S. Barracuda: Der Tod spielt Roulette (Fernsehfilm)
- 1999: Traumfrau mit Nebenwirkung
- 1999: Die Wache – Der letzte Auftritt
- 2000: SOKO 5113 – Das Münchner Madl
- 2000/2005: Im Namen des Gesetzes
- 2001: Rosamunde Pilcher: Wind über dem Fluss
- 2001: SOKO Leipzig – Der letzte Blues
- 2002: Tatort – Oskar
- 2003: Tatort – Frauenmorde
- 2003: Tatort – Das Böse
- 2004: Tatort – Herzversagen
- 2005: Wolffs Revier – Gebrannte Kinder
- 2005: Alarm für Cobra 11 – Die Autobahnpolizei – Feindliche Übernahme
- 2006: Tatort – Das letzte Rennen
- 2007: Tatort – Unter Uns
- 2007: Tatort – Bevor es dunkel wird
- 2008: Tatort – Der tote Chinese
- 2009: SOKO Kitzbühel – Mord im Galopp

## Theater
- 2000: Das Roy Black Musical
- 2000: Die Bettelkönigin von Moabit
- 2003: Freundinnen müsste man sein